# Любомир Кавалек
Любомир („Любош“) Кавалек е бележит чешко-американски шахматист. Удостоен е със званията международен майстор и гросмайстор от ФИДЕ през 1965 г. Кавалек също е шахматен журналист.

## Биография
Кавалек е роден в Прага, Чехословакия (днес в Чехия). Шампион е на Чехословакия през 1962 и 1968 г. Когато съветските танкове влизат в Прага през август 1968 г., Кавалек играе на „Мемориал Акиба Рубинщайн“ в Полша, където завършва втори. Кавалек, който винаги е мразил комунизма, решава да дезертира на Запад, вместо да се завърне в доминираната от съветите Чехословакия. Той купува няколко щайги водка със спечелените от турнира пари, подкупва с тях граничарите и се промъква в Западна Германия. През 1970 г. се премества във Вашингтон и по-късно става американски гражданин.
Кавалек става съшампион с Джон Грефе в първенството по шахмат на САЩ през 1973 г. и едноличен шампион през 1978 г., когато завършва с точка пред Джеймс Таржан. Същата година Кавалек печели мач срещу шведския гросмайстор от световна класа Улф Андерсен с впечатляващия резултат от 6,5 на 3,5 точки. През 1981 г. натурализираният американец печели първенството на Западна Германия. Той е главен редактор на шахматните публикации на „RHM Press“ в Ню Йорк от 1973 до 1986 г. След това е шахматен журналист във „Вашингтон Пост“ от 1986 г.
Работейки като изпълнителен директор на Асоциацията на гросмайсторите, Кавелек организира първите серии на Световната купа през 1988-1989.
Кавалек също има забележителна треньорска кариера, по време на която работи с Ясер Сейваран и Роберт Хюбнер. Той също помага на британския гросмайстор Найджъл Шорт като треньор в успешните му мачове срещу бившия световен шампион Анатоли Карпов и холандския гросмайстор Ян Тиман. Кавалек подготвя Шорт и за мача му с Гари Каспаров през 1993 г., но двамата се разделят скоро след началото на споменатия мач, спечелен от Каспаров по безспорен начин. По-късно Шорт и Кавалек, пишейки статии за шахматни списания, открито се критикуват един друг.
Кавалек се нарежда сред 100-те най-силни шахматисти в света от края на 1962 до септември 1988 г., с най-добро класиране в ранглистата – 25-о място през 1973 г., когато постига върховия си ЕЛО коефициент от 2626. Удивително е, че той пак попада в същата ранглиста след 25 години, през 1998 г. и остава в нея до оттеглянето си от активна игра през 1999 г., когато има рейтинг от 2594 и заема 95-о място в света.
Бившият шахматист живее в Рестън, Вирджиния до края на живота си.